# NGC 6978
NGC 6978 est une vaste galaxie spirale située dans la constellation du Verseau. Sa vitesse par rapport au fond diffus cosmologique est de 5 672 ± 21 km/s, ce qui correspond à une distance de Hubble de 83,7 ± 5,9 Mpc (∼273 millions d'al). NGC 6978 a été découverte par l'astronome allemand Albert Marth en 1863. 
La classe de luminosité de NGC 6978 est II et c'est une galaxie active (AGN). Selon la base de données Simbad, NGC 6978 est une une galaxie LINER, c'est-à-dire une galaxie dont le noyau présente un spectre d'émission caractérisé par de larges raies d'atomes faiblement ionisés.

## Le groupe de NGC NGC 6978 et le groupe compact de Hickson 88

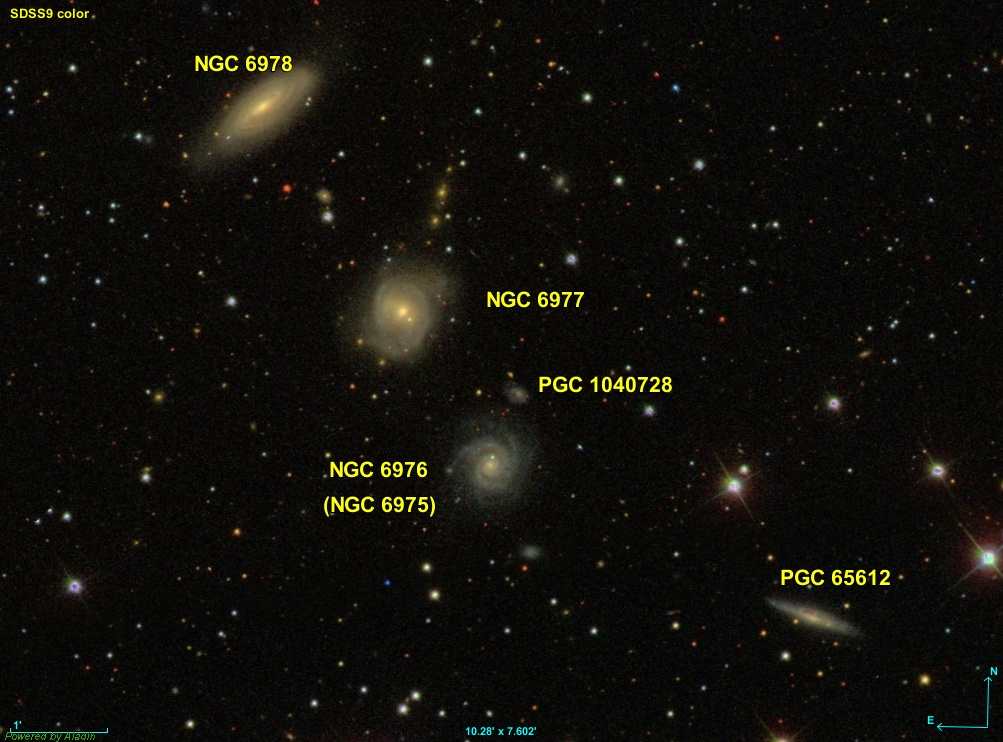
Les quatre galaxies du groupe compact de Hickson 88.

La galaxie NGC 6978 est la plus vaste galaxie d'un groupe qui porte son nom. Le groupe de NGC 6978 compte au moins huit galaxies. Quatre de ces galaxies font partie du groupe compact de Hickson 88, soit NGC 6978, NGC 6977, NGC 6976 (NGC 6975 dans l'article) et PGC 65612 (MCG -01-53-14 dans l'article. Les quatre autres membres sont trois galaxies naines et une elliptique que l'on ne voit pas sur l'image du groupe de Hickson. La vitesse radiale de la galaxie PGC 1040728 visible au nord de NGC 6976 est de 22 173 km/s. Il s'agit donc d'une lointaine galaxie qui n'appartient pas au groupe de NGC 6978 et que Paul Hickson n'a probablement pas observée.